# 大十字
大十字是很多勋章都设有的最高等级，其等级之高也能体现在勋章设计上。但在特殊情况下，有些勋章的最高级别会被称作“大绶章”（Grand Cordon）或其他平级名称。另外，在其它情况下，一款勋章可能还会拥有比大十字级更高的等级，如大链章/颈饰（Grand Collar）。在罕见情况下，有些勋章名字本身就含有“大十字”之名。
在国际关系领域，勋章的大十字等级经常被预留给皇室/王室成员、国家元首等要人。有时，获颁某勋章之最高级别版本的人会被称作“大十字司令”（Commander Grand Cross）、“大十字骑士”（Knight Grand Cross）或“大十字”（Grand Cross）。